# Charles Munier
Marie Charles Louis Munier est un homme politique français né le 17 mai 1837 à Pont-à-Mousson (Meurthe) et décédé le 22 février 1911 à Paris.

## Biographie
Fils de notaire, il le devient lui-même à Pont-à-Mousson de 1863 à 1878 après des études de droits, maire de la ville de 1871 à 1885, conseiller général de 1877 à 1883, dont il a été secrétaire, il est député de Meurthe-et-Moselle de 1885 à 1889, il siège dans l'Union des gauches et soutient les gouvernements opportunistes. Il ne se représente pas en 1889.

## Décoration
- Chevalier de la Légion d'honneur (30 décembre 1884)
- Officier de l'ordre des Palmes académiques (1889)
- Chevalier de l'ordre des Palmes académiques (1884)

## Sources
- « Charles Munier », dans Adolphe Robert et Gaston Cougny, Dictionnaire des parlementaires français, Edgar Bourloton, 1889-1891 [détail de l’édition]
- « Charles Munier », dans le Dictionnaire des parlementaires français (1889-1940), sous la direction de Jean Jolly, PUF, 1960 [détail de l’édition]
- Dir. Jean El Gammal, François Roth et Jean-Claude Delbreil, Dictionnaire des Parlementaires lorrains de la Troisième République, Metz, Serpenoise, 2006 (ISBN 2-87692-620-2, OCLC 85885906, lire en ligne), p. 178